# Неожиданно голая
Неожиданно голая (англ. Suddenly Naked) — канадский фильм-драма 2001 года.

## Сюжет
Джеки Йорк — уже немолодая, но очень известная писательница. У неё сильнейший творческий кризис. Однако романтические отношения с молодым парнем, который младше её почти на 20 лет, вновь возвращают ей желание писать.

## В ролях
| Актёр           | Роль             |
| --------------- | ---------------- |
| Венди Крюсон    | Джеки Йорк       |
| Питер Койоти    | Лайонел          |
| Эммануэль Вожье | Люп Мартинес     |
| Джо Кобден      | Патрик Маккитинг |
| Джуд Тайлор     | Кристал          |

## Награды
В 2003 году фильм был номинирован на премию «Джини» за лучший фильм, но проиграл фильму «Арарат».